# بنطال رياضة
بنطال الرياضة هو بنطال مصنوع من نوع خاص من الأقمشة يساعد على احتباس الحرارة داخل الجسم.